# Ringwallanlage Almerskopf
Der Ringwall Almerskopf ist eine Höhenburg vom Typus einer vorzeitlichen Ringwallanlage auf dem Almerskopf bei dem Ortsteil Barig-Selbenhausen der Gemeinde Merenberg im Landkreis Limburg-Weilburg in Hessen.

## Beschreibung

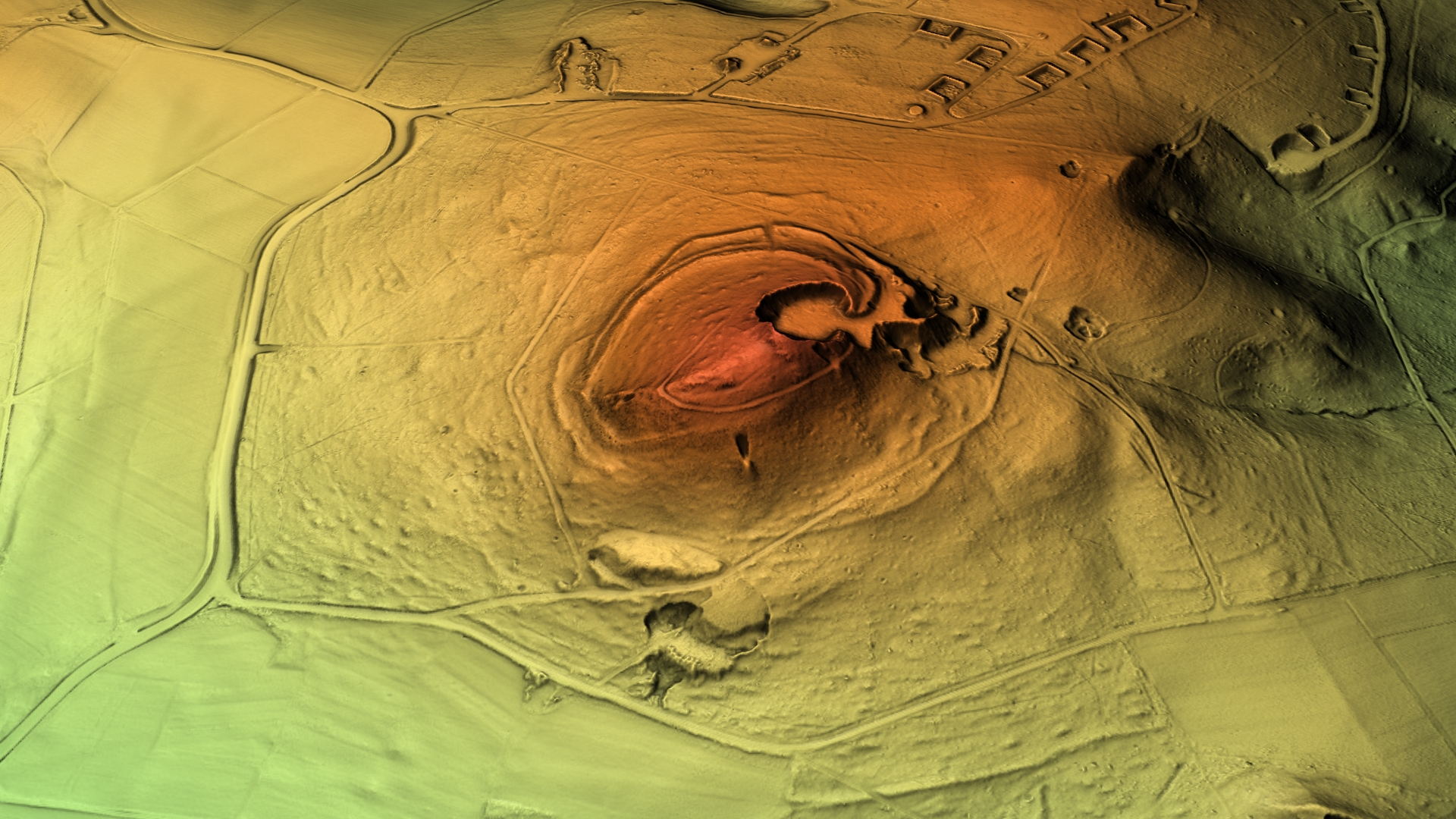
Digitales Reliefbild des Almerskopfs

Die RWA Almerskopf ist eine gut erhaltene Ringwallanlage aus der mittleren Latènezeit. Die ovale, Südwest-Nordost ausgerichtete Anlage ist vollständig bewaldet. Ungefähr 2 km südlich befindet sich am Berg Höhburg eine weitere Ringwallanlage. Aus dem digitalen Geländemodell ist ersichtlich, dass im Südwesten ein kleiner Abschnittswall vorgelagert war und von Norden nach Osten dem Ringwall ebenso ein zweiter Wall abschnittsweise vorgelagert war. Im Osten ist das Gelände durch einen alten Steinbruch komplett überformt und die Reste der Anlage zerstört. In einigen Abschnitten ist der Wall durch größere Steinpackungen noch gut sichtbar.